# Léon Kann
Léon Kann, pseudonyme de Lazare Kahn, né à Dambach-la-Ville le 19 mars 1859 et mort le 14 septembre 1925 à Paris, est un sculpteur français de style Art nouveau.

## Biographie
Léon Kann est l'élève d'Aimé Millet et de Pierre Rouillard. Il expose au Salon des artistes français de 1887 à 1912, il y obtient une mention honorable en 1907 et une médaille en 1908.
Il est surtout réputé à partir des années 1890 pour ses objets d'art en bronze et en étain édités par le fondeur Siot-Decauville, notamment des vide-poches, vases, théières, plateaux, jardinières...
En parallèle il collabore ave la Manufacture de Sèvres, notamment pour des services à café.
Il meurt en septembre 1925 à son domicile de la rue du Cherche-Midi à Paris et est enterré au Cimetière parisien de Pantin (34e division).

## Galerie

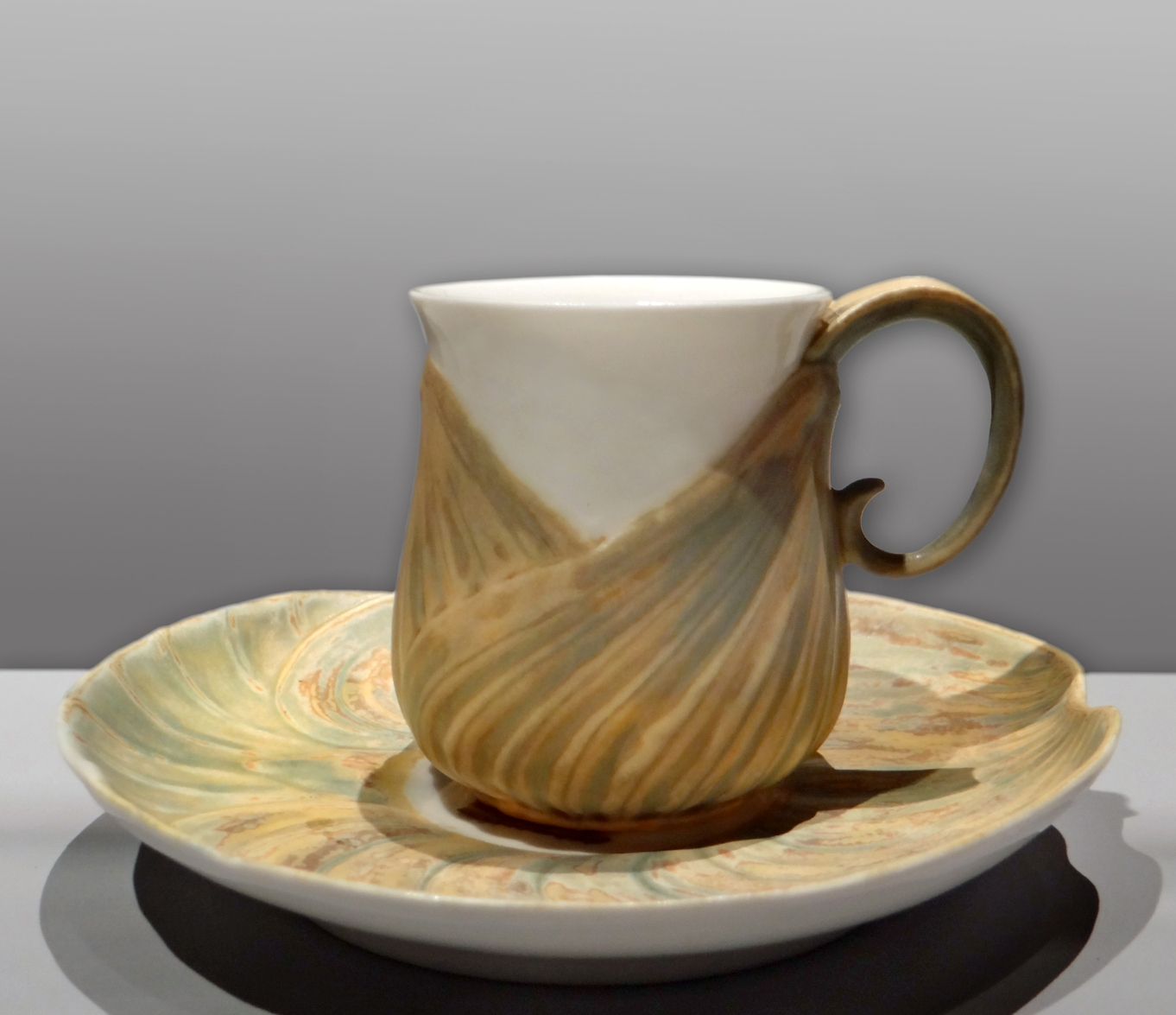
Tasse et soucoupe à café motif fenouil, 1900, Petit Palais
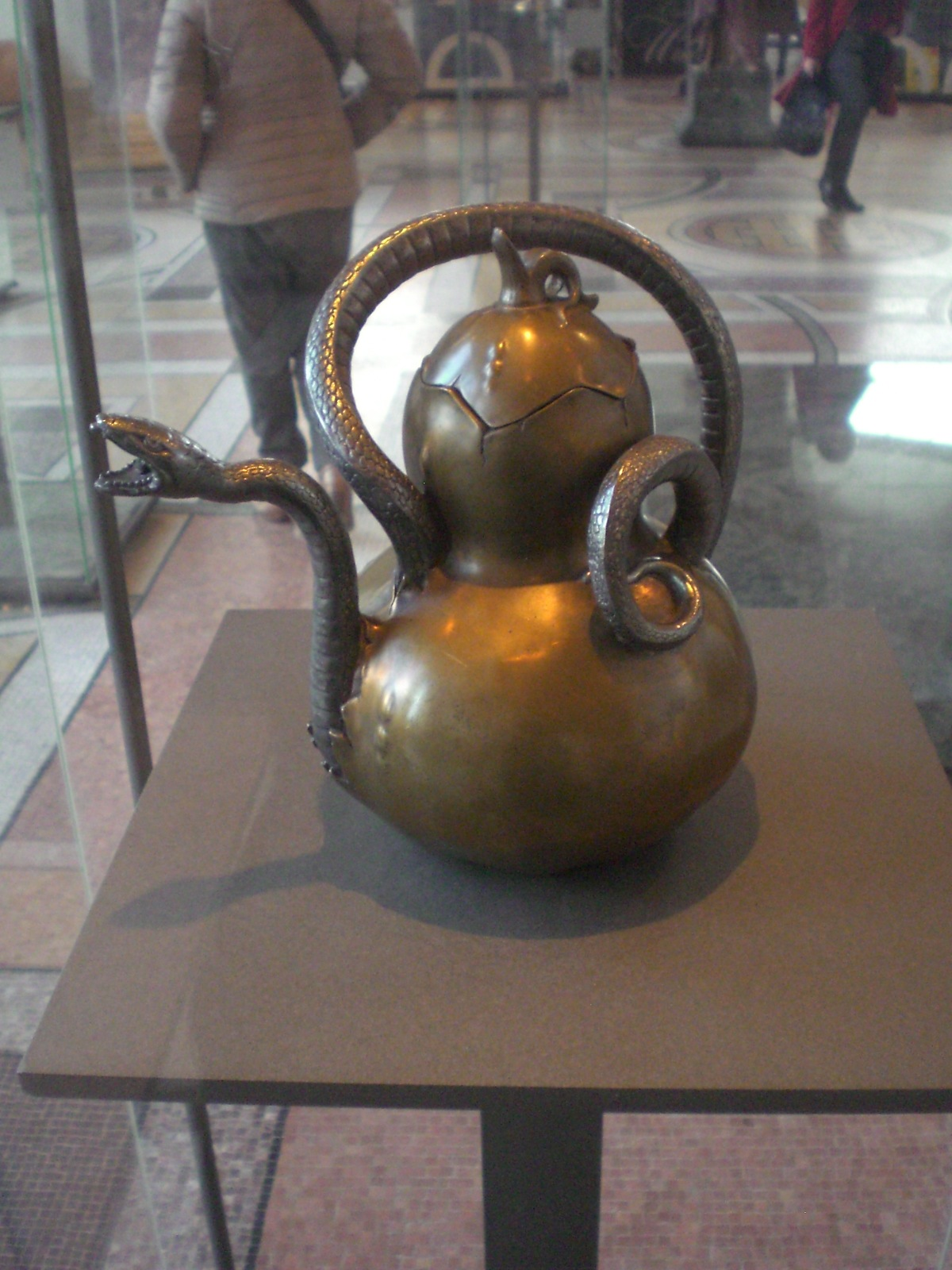
Théière avec anse serpent, Petit Palais